# Organic Syntheses
«Оргінічні синтези» (англ. Organic Syntheses, скор. Org. Synth.) — науковий журнал, який видається з 1921 року.
Журнал публікує детальні та перевірені методики синтезів органічних сполук.